# Bremer Presse
Die Bremer Presse war eine Privatpresse in Bremen, später in Bad Tölz und München, die sich von 1911 bis 1934 der Herstellung bibliophiler Handpressendrucke in bestmöglicher Ausstattung und Verarbeitung widmete. Stilistisch an den Leistungen der englischen Doves Press orientiert, traf sie über lange Zeit den Geschmack ihres Publikums. Sie gilt als erfolgreichste deutsche Privatpresse und hat die deutsche Buchkunst stilistisch stark geprägt. Drucke der Bremer Presse sind heute gesuchte antiquarische Kostbarkeiten.

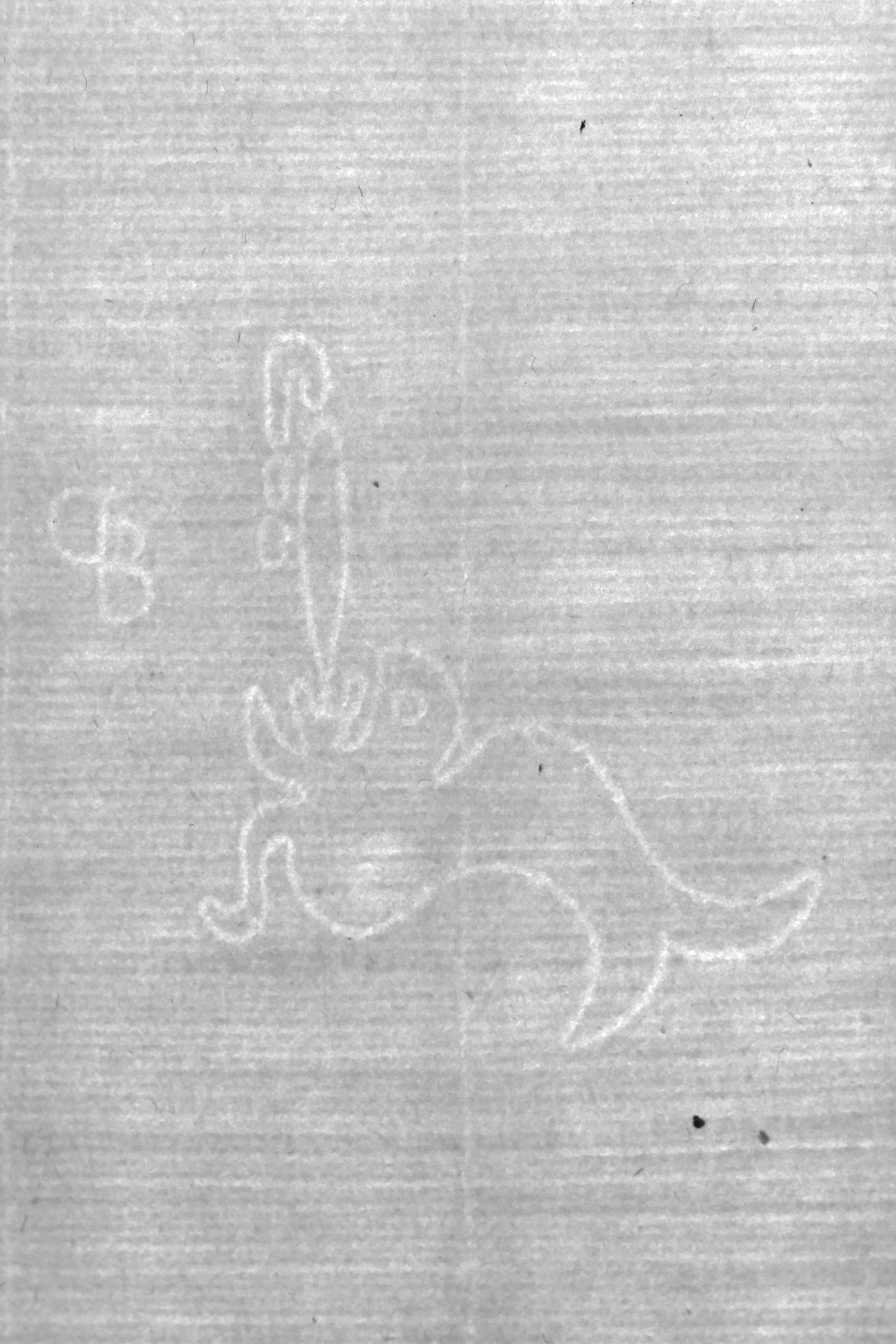
Dieses Wasserzeichen der Bremer Presse stammt aus: Josef Hofmiller: Chansons d’amour, München 1921 (Exemplar Nr. 120)

## Gründung und Programm
Im Zuge der aufkeimenden Buchkunstbewegung in Deutschland kam Rudolf Alexander Schröder auf die Idee, dem herzkranken Bankierssohn Ludwig Wolde die Gründung einer bibliophilen Privatpresse zu empfehlen. So begann Ludwig Wolde zusammen mit seinem Schulfreund Willy Wiegand in Bremen, zunächst unter der Anleitung eines sogenannten „Schweizerdegens“, mit ersten Versuchsdrucken. Die erste Werkstatt wurde in einem Landhaus der Familie Wolde in dem Bremer Vorort St. Magnus (Haus Schotteck) eingerichtet und im Herbst des Jahres 1911 in die Schillerstraße 31 in Bremen verlegt, wo sie zunächst als Bremer Buchwerkstätten firmierte. Mitgründer waren Rudolf Alexander Schröder, Rudolf Borchardt, Hugo von Hofmannsthal und der Bremer Sammler und Buchliebhaber Leopold Otto Heinrich Biermann. Laut dem von Schröder verfassten Gründungsmanifest sollten jährlich eine beschränkte Anzahl schöner Bücher in einer Auflage von bis zu 250 Exemplaren erscheinen. Satz, Druck und Einband sollten handwerklich in einer eigenen Werkstatt besorgt werden, für deren Leitung der Buchbinder Peter A. Demeter verpflichtet wurde. Aufgrund von Differenzen zwischen Verlegern und Buchbinder ging Demeter 1913 zurück nach Leipzig und die Leitung der Binderei wurde Frieda Thiersch übertragen. Das Programm der Presse war bewusst bibliophil, hatte wissenschaftlichen Anspruch und sollte sich auf ältere Texte für ein kunstinteressiertes Publikum beschränken.

## Geschichte bis zur Einstellung der Presse
Der Erste Weltkrieg unterbrach die Arbeit der Bremer Presse, die mit ihrem ersten Druck von Hofmannsthals Die Wege und die Begegnungen im Jahre 1913 begonnen hatte. Der darauf folgende Tacitus wurde im Jahr 1914 fertiggestellt, konnte aber erst nach dem Krieg ausgeliefert werden. Während des Ersten Weltkrieges zog die Werkstatt in das heute noch existierende ehemalige Landhaus von Thomas Mann in der Heißstraße 31, Bad Tölz, wo sie die Arbeit im Jahr 1919 wieder aufnahm. Allerdings war das Landhaus für die Werkstatt auf Dauer zu klein. Um der beengten räumlichen Situation zu entkommen und Nähe zu einer Universität herzustellen, wurde der Betrieb Ende 1920 erneut verlegt, diesmal in ein Atelierhaus in der Münchener Georgenstraße 16a. Es handelte sich um das Gartenhaus auf dem Grundstück des Architekten Friedrich von Thiersch, dessen Tochter Frieda Thiersch weiterhin die im Hauptgebäude Georgenstraße 16 untergebrachte Buchbinderei der Presse leitete. Das Haus hatte zuvor diversen Malern als Atelier gedient und bis 1903 die Malschule von Anton Ažbe beherbergt, an der unter anderem Wassily Kandinsky und Franziska zu Reventlow lernten. Hier entwickelte die Bremer Presse ihre Haupttätigkeit. Die gewandelte soziale Realität und zunehmende wirtschaftliche Probleme in der Nachkriegszeit führten zu einer Abkehr von der bisher verfolgten Vertriebspolitik. Den Vertrieb der bibliophilen Kleinserien übernahm nun der Rowohlt Verlag.
Der Presse wurde 1922 der Verlag der Bremer Presse angegliedert, der in Textauswahl und Ausstattung den Grundsätzen der Bremer Presse treu blieb, das Programm jedoch erweiterte, um einen größeren Leserkreis zu erreichen und die Typen und Ideen der Bremer Presse weiter zu popularisieren. Bereits zu Beginn der 1930er Jahre zeichnete sich ab, dass die Bremer Presse nicht mehr rentabel arbeiten konnte. In den Jahren 1930–1934 erschienen nur noch fünf Bände der Bremer Presse, alle anderen Veröffentlichungen waren Auftragsdrucke, wie sie schon vor dieser Zeit aufgelegt wurden (zum Beispiel die Drucke der Marées-Gesellschaft oder die Editio Lacensis – nach der Abtei Maria Laach – des Missale Romanum von 1931). Das letzte offizielle Werk der Privatpresse, Andreas Vesals Icones anatomicae, erschien im Jahr 1934. 1935 wurde das Unternehmen liquidiert; die bestehenden Vertragsaufträge wurden zum Großteil von dem von Ludwig Roselius gegründeten Angelsachsen-Verlag übernommen. Wiegand bearbeitete bis 1939 noch einige Auftragsdrucke in der Werkstatt der Bremer Presse. Auch der Verlag der Bremer Presse wurde aufgelöst und seine Restbestände in einem Berliner Warenhaus veräußert. Das Atelierhaus in der Georgenstraße mit seinem reichhaltigen Archiv fing während eines Bombenangriffs am 13. Juli 1944 Feuer und brannte nieder.

## Der Verlag der Bremer Presse
Der 1922 von Hugo von Hofmannsthal angekündigte Verlag hatte zum Ziel, die Arbeit der Bremer Presse zu ergänzen und ein ökonomisches Standbein für die Bremer Presse zu werden. Bei der Gestaltung der Drucke wurde auf die Typen der Bremer Presse zurückgegriffen, die Titel und Initialen wurden weiterhin von den Mitarbeitern der Presse entworfen. Im Unterschied wurden diese Gebrauchsbücher auf der Schnellpresse gedruckt. Das literarische Programm wurde zuerst von Wolde geleitet, auch die weiteren Unterzeichner der Gründungsakte sagten ihre Mitarbeit zu. So wurden weitere Werke der lateinischen und griechischen Literatur, der Lyrik des Mittelalters, der deutschen, französischen, englischen und italienischen oder orientalischen Literatur in Urtext oder Übersetzung ausgewählt. Die Übersetzungen wurden unter anderem von Rudolf Borchardt und Rudolf Alexander Schröder geliefert. Es sollten jährlich 20 Werke zu einem Preis von 10 bis 20 Mark erscheinen. Einige der herausgegebenen Drucke wurden auf Büttenpapier auf der Handpresse gedruckt. In dem Verlag erschienen auch die Zeitschriften Neue Deutschen Beiträge und die Corona.

## Die künstlerischen Mitarbeiter
Willy Wiegand oblag die künstlerische Leitung der Presse. Die literarische Leitung hatte bis zu seinem Ausscheiden 1922 Ludwig Wolde inne, es folgten an seiner Stelle ein Lektoren-Kuratorium: Hofmannsthal, Schröder und Borchardt, die ebenfalls die Überwachung des Verlagsprogramms übernahmen. Am Anfang der Presse war der Setzer Franz Voßwinkel an den ersten Drucken beteiligt, allerdings starb er im Ersten Weltkrieg. Initialen und Titelholzschnitte wurden anfangs von Rudolf Alexander Schröder besorgt; nach dem Ersten Weltkrieg wurden über 1.400 davon von der Schriftkünstlerin Anna Simons, später unterstützt von ihrer Assistentin Franziska Kobell, entworfen und von Josef Lehnacker in Buchsbaumholz geschnitten. Fast alle Einbände der Drucke wurden von Frieda Thiersch besorgt, deren Werkstatt sich ebenfalls in der Georgenstraße 16a befand.

## Schriftschöpfungen
Die Schriften wurden alle von Willy Wiegand gezeichnet, von Louis Hoell geschnitten und in der Bauerschen Gießerei in Frankfurt am Main für den Handsatz gegossen. Die erste entworfene Antiqua orientierte sich an den Inkunabeln von Adolf Rusch und Johann von Speyer. Die 16-Punkt-Antiqua wurde bei den ersten Drucken der Bremer Presse und deren Ankündigung verwendet. Es gab sogar mehrere Varianten eines einzelnen Buchstabens, um die Zeilen gleichmäßig auszuschießen. Dieses Prinzip wurde ebenfalls für die nächsten Schriften angewandt. Ebenso wurden für das gleichmäßige Verteilen der Zeichenabstände und Wortzwischenräume Papierspatien verwendet. Für die folgenden Drucke wurden zwei kleinere Antiquaschnitte in 12 Punkt und 11 Punkt entworfen. Für die fünfbändige Lutherbibel 1926 wurde eine Fraktur entworfen. Schließlich war für die Originalsetzung der Ilias eine Graeca vonnöten, so entstand die sogenannte Homer-Type der Bremer Presse, die ebenfalls für den Prometheus verwendet wurde, einer der wenigen illustrierten Drucke der Bremer Presse. Für den Auftragsdruck des Missale Romanum, das auf der Schnellpresse gedruckt wurde, schuf Willy Wiegand die Liturgica der Bremer Presse, von der vier Schriftgrößen geschnitten wurden.

## Handpressendrucke und ihre Besonderheiten
Für die Bemühungen um das schöne Buch profitierten die Drucke neben ihrer hochqualitativen Schrift- und Satzgestaltung auch in der Verwendung von handgeschöpften Papier, das zuerst von der Firma van Gelder aus Holland, danach von J. W. Zanders in Bergisch Gladbach mit dem Wasserzeichen der Presse geliefert wurde.
Gelegentlich wurde auch Pergament bedruckt. Die akribisch durchdachten Handeinbände von Frieda Thiersch sind weitere typische Kennzeichen der Bremer Presse. Ihre Drucke waren die einzigen, die neben der Cranach-Presse ernstlich Weltrang erreicht haben; sie sind im Vergleich zur Cranach-Presse eher von Einfachheit und Ausgewogenheit, man kann auch sagen von Gleichförmigkeit geprägt, da sie – mit ganz wenigen Ausnahmen – nicht illustriert sind und meist die gleichen Schriften verwenden. Der erste Druck war ein Duodez-Format, das allerdings ein Unikum bleiben sollte. Die üblicheren Formate waren von da an Großoktav, Quart und Folio. Die einzelnen Drucke im zeitlichen Überblick:
- Versuchsdrucke:
  - Die Wege und die Begegnungen von Hugo von Hofmannsthal
  - Prolog von Rudolf Alexander Schröder
  - Agricola von Tacitus
  - Bibliotheksverzeichnis
  - Achilleis von Goethe
- 1913: Hugo von Hofmannsthal: Die Wege und die Begegnungen. Erster veröffentlichter Druck der Bremer Presse
- 1914: De situ moribus et populis Germaniae que fertur libellus von Publius Cornelius Tacitus
- 1919: Ödipus der Tyrann von Sophokles
- 1919: Robert Guiskard, Herzog der Nordmänner von Heinrich von Kleist
- 1920: Albii Tibulli elegiae
- 1920: The essays of Francis Bacon
- 1920: Urfaust von Johann Wolfgang von Goethe
- 1920: Ritter Gluck von E.T.A. Hoffmann (Druck der Marées-Gesellschaft)
- 1921: Chansons d’amour. Ausgewählt und herausgegeben von Josef Hofmiller
- 1921: La Divina Comedia von Dante
- 1922: Reden an die Deutsche Nation von Fichte
- 1922: Iphigenie auf Tauris von Johann Wolfgang von Goethe
- 1922: Lieder der deutschen Mystik. Ausgewählt und herausgegeben von Josef Bernhart
- 1922: Lieder der Sappho
- 1923: Ilias von Homer
- 1924: Odyssee von Homer
- 1925: De civitate Dei von Augustinus
- 1925: Widmungen und Opfer. Gedichte von Rudolf Alexander Schröder
- 1925: Grundlegung zur Metaphysik von Immanuel Kant
- 1926: Prometheus von Aischylos. Illustrierter Druck von Ludwig von Hoffmann
- 1926: Odysse von Homer. Vosssche Übersetzung.
- 1926–1929: Luther-Bibel in fünf Bänden (Bd. 1: Fünf Bücher Mose; Bd. 2: Die historischen Bücher des AT; Bd. 3: Die poetischen Bücher und die Apokryphen; Bd. 4: Die Propheten; Bd. 5: Das Neue Testament)
- 1929: Der Psalter von Martin Luther
- 1929: Die Verfassung des Deutschen Reichs
- 1929: Nature von Ralph Waldo Emerson
- 1929: Gedichte von Geerten Gossaert
- 1929: Pensées von Blaise Pascal
- 1930: Ballads and Songs of Love. Ausgewählt von Josef Hofmiller
- 1931: Sonnets. Herausgegeben von Josef Hofmiller und Robert Spindler
- 1931: Gedichte von Walter von der Vogelweide. Herausgegeben von Karl von Kraus
- 1931: Réflexions et Maximes von La Rochefoucauld, Vauvenargues und Chamfort
- 1931: Missale Romanum (Auftragsdruck in Zusammenarbeit mit dem Herder Verlag)
- 1931: Ausgewählte Gedichte aus den Jahren 1902–1917 von Rainer Maria Rilke (Privatdruck)
- 1934: Humani corporis fabrica Vesalius